# International Baccalaureate Organization
International Baccalaureate Organization (IBO) er en international non-profit uddannelsesorganisation, som blev grundlagt i Geneve, Schweiz, i 1968. Organisationens oprindelige mål var at lave en international uddannelse, som kunne godkendes af universiteter verden over. Denne idé blev til IB Diploma Programmet. IB Middle Years Programmet og IB Primary Years Programmet blev indført i 1994 og 1997 og betyder, at man kan tage en IB-uddannelse lige fra 3-års alderen og op til at blive student.
IBO-organisationen overlever økonomisk på basis af betalinger fra de skoler, som benytter IB-programmerne. Traditionelt var det primært private, internationale skoler, der brugte IB-programmerne, men i dag er halvdelen af alle IB Diploma studenter fra offentlige skoler. Der er 1.533 skoler, der benytter IB-programmer i dag.
IBO-organisationens nuværende director-general er George Walker. Organisationen har fire regionale kontorer: IB North America, IB Latin America, IB Asia-Pacific og IB Africa, Europe, and Middle East.